# 竹鶴威
竹鶴 威（たけつる たけし、1924年〈大正13年〉3月6日 - 2014年〈平成26年〉12月17日）は、広島県福山市出身の日本の実業家で、ウイスキー製造者、技術者、会社経営者。ニッカウヰスキー（アサヒビールグループ）の元社長であり、同社の2代目マスターブレンダー。
おじ、後に養父は竹鶴政孝。息子はブランディングコンサルタントの竹鶴孝太郎。従妹は竹鶴リマ。

## 略歴
- 1924年 - 広島県福山市光南町で宮野牧太・延代の四男（6人兄弟）として出生
- 1936年 - 福山東尋常高等小学校卒業
- 1941年 - 広島県立福山誠之館中学校（現・広島県立福山誠之館高等学校）卒業
- 1943年 - 竹鶴政孝（母・延代の弟、広島県竹原市出身、ニッカウヰスキー創業者）の養子となる
- 1945年 - 広島工業専門学校（現・広島大学）発酵工学科卒業
- 1949年 - 北海道大学工学部応用化学科卒業[1]
- 1949年 - 大日本果汁（現・ニッカウヰスキー）入社[10]
- 1964年 - 北海道工場長[1]
- 1970年 - 取締役製造部長
- 1985年 - 常務取締役、専務取締役、代表取締役専務を経て代表取締役社長（ - 1990年、1992年 - 1994年、1996年 - 1998年[11]の3度[12]）
- 1990年 - 代表取締役会長[1]
- 1994年 - 勲四等旭日小綬章
- 1999年 - 取締役相談役[1]
- 2003年 - 相談役[10]
- 2014年 - 老衰のため自宅で死去。90歳没[10]